# ويليام إتش فلبس سينيور
ويليام إتش فلبس سينيور (بالإنجليزية: William H. Phelps, Sr.) (بالإسبانية: William H. Phelps Sr.) هو شخصية أعمال وعالم طيور وعالم حيوانات أمريكي وفنزويلي، ولد في 14 يونيو 1875 في نيويورك في الولايات المتحدة، وتوفي في 8 ديسمبر 1965 في كاراكاس في فنزويلا.